# Fabronia minuta
Fabronia minuta är en bladmossart som beskrevs av Mitten 1859. Fabronia minuta ingår i släktet Fabronia och familjen Fabroniaceae. Inga underarter finns listade i Catalogue of Life.